# Michael Rooker
Michael Rooker (sinh ngày 6 tháng 4 năm 1955) là một nam diễn viên người Mỹ. Ông được biết đến với các vai Henry trong Henry: Portrait of a Serial Killer (1986), Chick Gandil trong Eight Men Out (1988), Frank Baily trong Mississippi Burning (1988), Terry Cruger trong Sea of Love (1989), Rowdy Burns trong Days of Thunder (1990), Bill Broussard trong JFK (1991), Hal Tucker trong Cliffhanger (1993), Sherman McMaster trong Tombstone (1993), Jared Svenning trong Mallrats (1995), Thám tử Howard Cheney trong The Bone Collector(1999), Grant Grant trong Slither (2006), Merle Dixon trong AMC 's The Walking Dead (2010–2013), Yondu Udonta trong Guardians of the Galaxy (2014), phần tiếp theo của nó, Guardians of the Galaxy Vol. 2 (2017), và loạt phim hoạt hình What If...? (2021), và Savant trong The Suicide Squad (2021).
Kể từ năm 2006, ông là cộng tác viên thường xuyên của nhà làm phim James Gunn, và đã xuất hiện trong cả 5 bộ phim mà Gunn đã đạo diễn cho đến nay.

## Thời thơ ấu
Rooker sinh ra ở Jasper, Alabama. Ông có chín anh chị em. Cha mẹ ông ly hôn khi anh 13 tuổi, ông cùng mẹ và các anh chị em chuyển đến Chicago, Illinois, nơi ông theo học tại Trường Trung học Wells Community Academy và học tại Trường Kịch nghệ Goodman thuộc Đại học DePaul.

## Sự nghiệp
Anh ra mắt bộ phim lần đầu tiên vào năm 1986, với vai chính trong Henry: Portrait of a Serial Killer, dựa trên lời thú nhận của kẻ giết người hàng loạt Henry Lee Lucas. Anh ấy đang diễn trong một vở kịch thì đạo diễn của vở kịch, người sẽ làm chân tay giả cho Henry, nói với anh ấy về vai diễn này. Rooker không quan tâm kịch bản hay hay dở; anh ấy chỉ muốn đóng phim vì nó sẽ "thử thách" anh ấy.  Henry là một thành công quan trọng và Rooker nhận được nhiều vai diễn điện ảnh hơn.
Ông được giao nhiều vai kịch tính hơn trong các bộ phim như Eight Men Out, Mississippi Burning, và JFK, nhưng anh được biết đến rộng rãi với các vai diễn trong các bộ phim hành động và ly kỳ như Sea of Love, Days of Thunder, Cliffhanger, và Tombstone. Anh cũng đóng vai chính trong Mallrats, Rosewood, The 6th Day, Slither, Jumper, Super và Hypothermia. 
Vào tháng 6 năm 2010, anh ấy tiết lộ qua Twitter rằng ông sẽ xuất hiện trong loạt phim truyền hình AMC The Walking Dead với vai Merle Dixon, một trong những người sống sót sau ngày khải huyền của thây ma. Ông đóng vai chính trong hai tập của mùa đầu tiên và một của mùa thứ hai trước khi trở thành một loạt phim thường xuyên cho mùa thứ ba. 
Rooker cũng được biết đến với các vai diễn trong các trò chơi điện tử như Call of Duty: Black Ops (nơi anh tự đóng), Mike Harper trong Call of Duty: Black Ops 2 vào tháng 11 năm 2012 và Merle trong The Walking Dead: Survival Instinct, trò chơi điện tử dựa trên loạt phim truyền hình.
Ông đóng vai Yondu trong bộ phim Guardians of the Galaxy của Marvel Studios, do James Gunn đạo diễn, và tái hiện nó trong Guardians of the Galaxy Vol. 2 (2017). Năm 2021, anh xuất hiện trong bộ phim hành động F9 của đạo diễn Justin Lin.

## Đời tư
Rooker sống ở California với vợ là Margot Rooker. Họ kết hôn năm 1979 và có hai con gái. Ông thực hành phong cách Kyokushin của karate.

## Danh sách phim

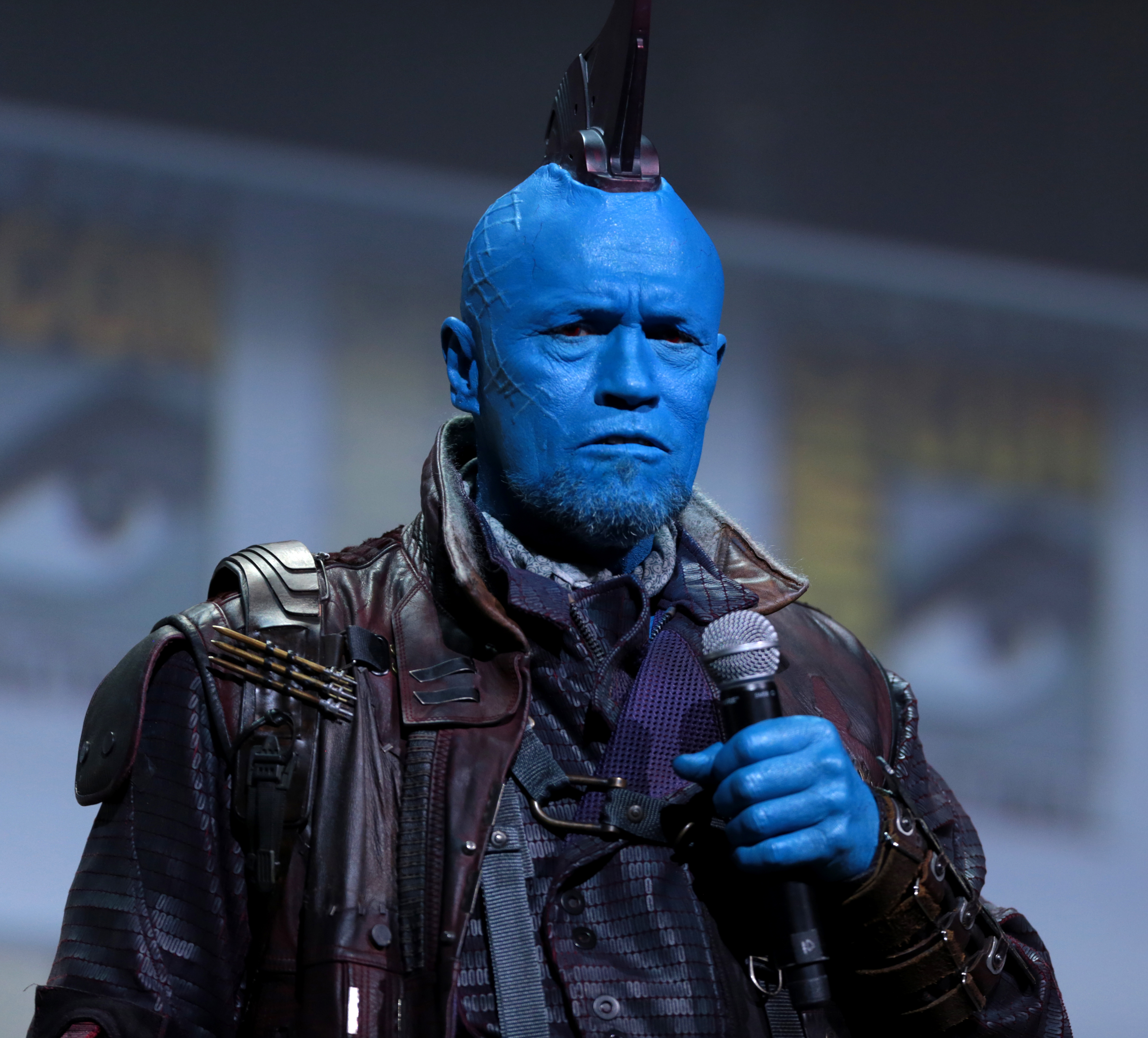
Rooker tại San Diego Comic Con International 2016, hóa trang nhân vật Yondu từ Guardians of the Galaxy.

### Điện ảnh
| Year | Title                              | Role                           | Notes |
| ---- | ---------------------------------- | ------------------------------ | --- |
| 1986 | Henry: Portrait of a Serial Killer | Henry                          | Fantasporto Award for Best Actor Golden Space Needle Award for Best Actor Nominated—Independent Spirit Award for Best Male Lead |
| 1987 | Light of Day                       | Oogie                          | |
| 1987 | Rent-A-Cop                         | Joe                            | |
| 1988 | Above the Law                      | Man in bar                     | |
| 1988 | Eight Men Out                      | Arnold "Chick" Gandil          | |
| 1988 | Mississippi Burning                | Frank Bailey                   | |
| 1989 | Sea of Love                        | Terry Cruger                   | |
| 1989 | Music Box                          | Karchy Laszlo                  | |
| 1990 | Days of Thunder                    | Rowdy Burns                    | |
| 1991 | JFK                                | Bill Broussard                 | |
| 1993 | The Dark Half                      | Sheriff Alan Pangborn          | |
| 1993 | Cliffhanger                        | Ranger Hal Tucker              | |
| 1993 | Tombstone                          | Sherman McMasters              | |
| 1994 | Suspicious                         | Attendant                      | Short film |
| 1994 | The Hard Truth                     | Jonah Mantz                    | |
| 1995 | Mallrats                           | Jared Svenning                 | |
| 1996 | Bastard Out of Carolina            | Uncle Earle                    | |
| 1996 | The Trigger Effect                 | Gary                           | |
| 1997 | Song of Hiawatha                   | Bertrand                       | |
| 1997 | Rosewood                           | Sheriff Walker                 | |
| 1997 | Keys to Tulsa                      | Keith Michaels                 | |
| 1997 | Deceiver                           | Kennesaw                       | |
| 1997 | Shadow Builder                     | Father Vassey                  | |
| 1998 | The Replacement Killers            | Detective Stan "Zeedo" Zedkov  | |
| 1998 | Brown's Requiem                    | Fritz Brown                    | Also associate producer |
| 1998 | Renegade Force                     | Matt Cooper                    | |
| 1999 | A Table for One                    | Matt Draper / Dr. Matthew Swan | Also co-executive producer |
| 1999 | The Bone Collector                 | Captain Howard Cheney          | |
| 2000 | Table One                          | Rowdy                          | |
| 2000 | Here on Earth                      | Malcolm Arnold                 | |
| 2000 | NewsBreak                          | John McNamara                  | |
| 2000 | The 6th Day                        | Robert Marshall                | |
| 2001 | Replicant                          | Detective Jake Riley           | |
| 2002 | Undisputed                         | Captain A.J. Mercker           | |
| 2003 | The Box                            | Detective Stafford             | |
| 2004 | The Eliminator                     | Miles Dawson                   | |
| 2005 | Chasing Ghosts                     | Mark Spencer                   | |
| 2006 | Repo! The Genetic Opera            | Repo Man                       | Unreleased short film |
| 2006 | Lenexa, 1 Mile                     | Russ                           | |
| 2006 | Slither                            | Grant Grant                    | |
| 2007 | Whisper                            | Sidney                         | |
| 2008 | The Lena Baker Story               | Randolph County Sheriff        | |
| 2008 | Jumper                             | William Rice                   | |
| 2008 | This Man's Life                    | Richard Crummly                | Short film |
| 2009 | Super Capers                       | Judge / Dark Winged Vesper     | |
| 2009 | Penance                            | Mann                           | |
| 2009 | The Marine 2                       | Church                         | Direct-to-DVD |
| 2010 | Scott's Dead                       | Mitch                          | Short film |
| 2010 | Freeway Killer                     | Detective St. John             | |
| 2010 | Blood Done Sign My Name            | Defense Attorney Billy Watkins | |
| 2010 | Cell 213                           | Ray Clement                    | |
| 2010 | DC Showcase: Jonah Hex             | Red Doc (voice)                | Short film |
| 2010 | Louis                              | Pat McMurphy                   | |
| 2010 | Super                              | Abe                            | |
| 2011 | Atlantis Down                      | Father / Alien                 | |
| 2011 | Mysteria                           | Captain McCarthy               | |
| 2011 | Elwood                             | Condello                       | Short film |
| 2012 | The Lost Episode                   | Chris / Dr. Death              | Also director |
| 2012 | Hypothermia                        | Ray Pelletier                  | |
| 2013 | Brother's Keeper                   | Chief Carver                   | |
| 2014 | Guardians of the Galaxy            | Yondu Udonta                   | |
| 2016 | The Belko Experiment               | Bud Melks                      | |
| 2017 | Guardians of the Galaxy Vol. 2     | Yondu Udonta                   | Nominated—Saturn Award for Best Supporting Actor                                                                                |
| 2019 | Bolden                             | Pat McMurphy                   | |
| 2019 | Brightburn                         | The Big T                      | Cameo |
| 2020 | Fantasy Island                     | Damon                          | |
| 2020 | Love and Monsters                  | Clyde                          | |
| 2021 | F9                                 | Buddy                          | |
| 2021 | The Suicide Squad                  | Brian Durlin / Savant          | |
| 2021 | Vivo                               | Lutador (voice)                | |
| 2022 | Corrective Measures                | Overseer Warden Devlin         | |
| 2022 | White Elephant                     | Gabriel Tancredi               | |
| 2022 | The Out-Laws                       | Agent Oldham                   | [ 5 ] |
| 2023 | Fast X                             | Buddy                          | |

### Truyền hình
| Năm       | Tiêu đề                                | Vai diễn                       | Ghi chú                                                               | Nguồn             |
| --------- | -------------------------------------- | ------------------------------ | --------------------------------------------------------------------- | ----------------- |
| 1986      | Crime Story                            | Lieutenant                     | Episode: "Pilot"                                                      |                   |
| 1988      | The Equalizer                          | Bill Whitaker                  | Episode: "No Place Like Home"                                         |                   |
| 1989      | Gideon Oliver                          | Det. John Quinn                | Episode: "Sleep Well, Professor Oliver"                               |                   |
| 1989      | The Edge                               | Deputy Sheriff                 | Television film                                                       |                   |
| 1989      | L.A. Takedown                          | Bosko                          | Television film                                                       |                   |
| 1990      | Equal Justice                          | Wallace "Wally" Dalton         | Episode: "Sugar Blues"                                                |                   |
| 1992      | Afterburn                              | Casey "Z" Zankowski            | Television film                                                       |                   |
| 1995      | Fallen Angels                          | Babe McCloor                   | Episode: "Fly Paper"                                                  |                   |
| 1995      | Johnny & Clyde                         | Frank Tennant                  | Television film                                                       |                   |
| 1996      | Back to Back                           | Bob Malone                     | Television film                                                       |                   |
| 2001      | The Outer Limits                       | Col. Beckett                   | Episode: "Patient Zero"                                               |                   |
| 2001      | Hostage Rescue Team                    | Special Agent Nicholas Roberts | Pilot                                                                 |                   |
| 2002      | Jeremiah                               | Major Quantrell                | Episode: "Firewall"                                                   |                   |
| 2003      | Tremors                                | Kinney                         | Episode: "Hit and Run"                                                |                   |
| 2003      | Lucky                                  | Gibby                          | Episode: "Savant"                                                     |                   |
| 2003      | Stargate SG-1                          | Col. Edwards                   | Episode: "Enemy Mine"                                                 |                   |
| 2003      | CSI: Miami                             | Marty Jones                    | Episode: "Dead Zone"                                                  |                   |
| 2003      | On Thin Ice                            | Hopkins                        | Television film                                                       |                   |
| 2003      | Saving Jessica Lynch                   | Col. Curry                     | Television film                                                       |                   |
| 2004      | Skeleton Man                           | Capt. Leary                    | Television film                                                       |                   |
| 2004      | Las Vegas                              | Marcus Wexler                  | Episode: "Degas Away with It"                                         |                   |
| 2005      | Numb3rs                                | Don's Partner                  | Unaired pilot                                                         |                   |
| 2005      | JAG                                    | Capt. Jack Ramsey              | Episode: "Heart of Darkness"                                          |                   |
| 2006      | Thief                                  | Det. John Hayes                | 5 episodes                                                            |                   |
| 2007      | Crossing Jordan                        | Shawn Curaco                   | Episode: "D.O.A."                                                     |                   |
| 2008      | Law & Order                            | Jamie Yost                     | Episode: "Executioner"                                                |                   |
| 2008      | Shark                                  | Oscar Riddick                  | Episode: "Bar Fight"                                                  |                   |
| 2008      | Chuck                                  | Frank Mauser                   | Episode: "Chuck Versus Santa Claus"                                   |                   |
| 2008      | Humanzee!                              | Priest                         | Episode: "Pilot"                                                      |                   |
| 2009      | Meteor                                 | Calvin Stark                   | 2 episodes                                                            |                   |
| 2009      | Criminal Minds                         | Chief Carlson                  | Episode: "House on Fire"                                              |                   |
| 2009      | Psych                                  | Garth Longmore                 | Episode: "Shawn Takes a Shot in the Dark"                             |                   |
| 2010      | Burn Notice                            | Dale Lawson                    | Episode: "Guilty as Charged"                                          |                   |
| 2010      | Matadors                               | John Canterna                  | Pilot                                                                 |                   |
| 2010–2013 | The Walking Dead                       | Merle Dixon                    | 14 episodes Satellite Award for Best Cast – Television Series (2012)  |                   |
| 2012      | Outlaw Country                         | Larkin's Henchman              | Television film                                                       |                   |
| 2012      | Archer                                 | Sheriff E.Z. Ponder (voice)    | Episode: "Bloody Ferlin"                                              |                   |
| 2016      | Unlocked: The World of Games, Revealed | Chính mình                     | Documentary                                                           | [ 6 ] [ 7 ] [ 8 ] |
| 2017      | SEAL Team                              | Big Chief                      | Episode: "Tip of the Spear"                                           |                   |
| 2017      | Robot Chicken                          | Merle Dixon (voice)            | Episode: "The Robot Chicken Walking Dead Special: Look Who's Walking" |                   |
| 2019      | True Detective                         | Edward Hoyt                    | 2 episodes                                                            |                   |
| 2019      | The Dark Tower                         | Eldred Jonas                   | Pilot                                                                 |                   |
| 2021      | What If...?                            | Yondu Udonta (voice)           | Episode: "What If... T'Challa Became a Star-Lord?"                    |                   |
| 2021      | Creepshow                              | Beau                           | Episode: "Drug Traffic"                                               |                   |